# Кларинда (Ајова)
Кларинда (енгл. Clarinda) град је у америчкој савезној држави Ајова. По попису становништва из 2010. у њему је живело 5.572 становника.

## Демографија
Према попису становништва из 2010. у граду је живело 5.572 становника, што је -118 (-2.1%) становника више него 2000. године.
| Група             | 2000.         | 2010.         |
| Белци             | 5.193 (91,3%) | 4.863 (87,3%) |
| Афроамериканци    | 263 (4,6%)    | 311 (5,6%)    |
| Азијати           | 62 (1,1%)     | 84 (1,5%)     |
| Хиспаноамериканци | 80 (1,4%)     | 180 (3,2%)    |
| Укупно            | 5.690         | 5.572         |